# Chaetomium uniapiculatum
Chaetomium uniapiculatum är en svampart som först beskrevs av J.N. Rai & H.J. Chowdhery, och fick sitt nu gällande namn av Arx 1985. Chaetomium uniapiculatum ingår i släktet Chaetomium och familjen Chaetomiaceae.   Inga underarter finns listade i Catalogue of Life.